# Strymon bubastus
Strymon bubastus is een vlinder uit de familie van de Lycaenidae. De wetenschappelijke naam van de soort werd als Papilio bubastus in 1780 gepubliceerd door Caspar Stoll.

## Synoniemen
- Papilio minereus Fabricius, 1787
- Thecla salona Hewitson, 1868
- Thecla sapota Hewitson, 1877
- Thecla cestri peruensis Dufrane, 1939
- Strymon vividus Le Crom & Johnson, 1997